# Olympische Sommerspiele 2024/Leichtathletik – 10.000 m (Frauen)
Der 10.000-Meter-Lauf der Frauen bei den Olympischen Spielen 2024 in Paris wurde am 9. August 2024 im Stade de France abgehalten.

## Aktuelle Titelträgerinnen
| Olympiasiegerin                        | Sifan Hassan ( Niederlande)                | 29:55,32 min                               | Tokio 2020     |
| Weltmeisterin                          | Gudaf Tsegay ( Äthiopien)                  | 31:27,18 min                               | Budapest 2023  |
| Europameisterin                        | Nadia Battocletti ( Italien)               | 30:51,32 min                               | Rom 2024       |
| Nord-/Zentralamerika-/Karibikmeisterin | Stephanie Bruce ( Vereinigte Staaten)      | 33:12,42 min                               | Freeport 2022  |
| Südamerikameisterin                    | Luz Mery Rojas ( Peru)                     | 34:25,00 min                               | São Paulo 2023 |
| Asienmeisterin                         | Haruka Kokai ( Japan)                      | 32:59,36 min                               | Bangkok 2023   |
| Afrikameisterin                        | Gladys Kwamboka ( Kenia)                   | 36:53,59 min                               | Douala 2024    |
| Ozeanienmeisterin                      | Wettbewerb nicht im Meisterschaftsprogramm | Wettbewerb nicht im Meisterschaftsprogramm | Suva 2024      |

## Rekorde

### Bestehende Rekorde
| Weltrekord         | Beatrice Chebet ( Kenia) | 28:54,14 min | Eugene, Vereinigte Staaten       | 25. Mai 2024    |
| Olympischer Rekord | Almaz Ayana ( Äthiopien) | 29:17,45 min | Finale Rio de Janeiro, Brasilien | 12. August 2016 |

### Rekordverbesserung
Die italienische Läuferin Nadia Battocletti stellte mit einer Zeit von 30:43,35 min einen neuen italienischen Nationalrekord auf.

## Zwischenzeiten
| Zwischenzeit- Marke | Zwischenzeit | Führende             | 1000-m-Zeit |
| ------------------- | ------------ | -------------------- | ----------- |
| 1000 m              | 3:12,3 min   | Rino Goshima         | 3:12,3 min  |
| 2000 m              | 6:19,0 min   | Rino Goshima         | 3:06,7 min  |
| 3000 m              | 9:27,0 min   | Rino Goshima         | 3:06,0 min  |
| 4000 m              | 12:38,2 min  | Rino Goshima         | 3:11,2 min  |
| 5000 m              | 15:38,4 min  | Francine Niyomukunzi | 3:00,2 min  |
| 6000 m              | 18:50,3 min  | Margaret Kipkemboi   | 3:11,9 min  |
| 7000 m              | 21:51,7 min  | Tsigie Gebreselama   | 3:01,4 min  |
| 8000 m              | 24:57,0 min  | Margaret Kipkemboi   | 3:05,3 min  |
| 9000 m              | 27:51,9 min  | Fotyen Tesfay        | 2:54,9 min  |
| 10.000 m            | 30:43,25 min | Beatrice Chebet      | 2:51,4 min  |

## Ergebnisse
| Rang | Athletin                   | Nation             | Zeit (min) | Anmerkung |
| ---- | -------------------------- | ------------------ | ---------- | --------- |
| 1    | Beatrice Chebet            | Kenia              | 30:43,25   |           |
| 2    | Nadia Battocletti          | Italien            | 30:43,35   | NR        |
| 3    | Sifan Hassan               | Niederlande        | 30:44,12   | SB        |
| 4    | Margaret Kipkemboi         | Kenia              | 30:44,58   |           |
| 5    | Lilian Kasait Rengeruk     | Kenia              | 30:45,04   |           |
| 6    | Gudaf Tsegay               | Äthiopien          | 30:45,21   |           |
| 7    | Fotyen Tesfay              | Äthiopien          | 30:46,93   |           |
| 8    | Weini Kelati               | Vereinigte Staaten | 30:49,98   |           |
| 9    | Karissa Schweizer          | Vereinigte Staaten | 30:51,99   | SB        |
| 10   | Tsigie Gebreselama         | Äthiopien          | 30:54,57   |           |
| 11   | Parker Valby               | Vereinigte Staaten | 30:59,28   |           |
| 12   | Sarah Chelangat            | Uganda             | 31:02,37   |           |
| 13   | Lauren Ryan                | Australien         | 31:13,25   |           |
| 14   | Francine Niyomukunzi       | Burundi            | 31:17,02   | PB        |
| 15   | Eilish McColgan            | Großbritannien     | 31:20,51   | SB        |
| 16   | Diane van Es               | Niederlande        | 31:25,51   |           |
| 17   | Daisy Jepkemei             | Kasachstan         | 31:26,55   |           |
| 18   | Rino Goshima               | Japan              | 31:29,48   |           |
| 19   | Haruka Kokai               | Japan              | 31:44,03   |           |
| 20   | Klara Lukan                | Slowenien          | 31:45,15   |           |
| 21   | Annet Chemengich Chelangat | Uganda             | 31:50,41   | PB        |
| 22   | Yuka Takashima             | Japan              | 31:52,07   | SB        |
| 23   | Megan Keith                | Großbritannien     | 33:19,92   |           |
|      | Rahel Daniel               | Eritrea            | DNF        |           |
|      | Alessia Zarbo              | Frankreich         | DNF        |           |